# 羅吉茲納 (佳切夫區)
48°53′17″N 28°37′43″E / 48.88806°N 28.62861°E
羅希茲納（烏克蘭語：Рогізна）是位於烏克蘭西南部文尼察州裏圖利欽區負責管轄，處於南布格河畔，始建於1765年，面積1.83平方公里，海拔高度215米，2001年人口237。